# Чульман (аэропорт)
«Чульман» — федеральный аэропорт двойного назначения в 8 км от посёлка Чульман в Якутии и в 40 км от города Нерюнгри. Обеспечивает регулярное авиасообщение с Якутском, Красноярском, Иркутском, Новосибирском, Москвой, а также с центрами соседних районов. 
Является запасным аэропортом на трансконтинентальных маршрутах и из Северной Америки в Азию, выполняемых в соответствии с международным стандартом ETOPS. В экстренных ситуациях аэропорт может принять такие лайнеры, как Airbus A300, Airbus A310, Airbus A330, Boeing 757, Boeing 767, Boeing 777 и др. 
Среднее время полёта из Москвы составляет 6 часов 20 минут; длина воздушной трассы 5100 км. 
6 июня 2025 года указом президента В. В. Путина аэропорту присвоено имя Г. И. Чиряева.

## История развития
Интенсивное развитие авиация южной Якутии получила в 1960-е годы, когда развернулись крупномасштабные работы по поиску полезных ископаемых и строительству Южно-Якутского территориального угольного комплекса и города Нерюнгри. Активизация поисковых работ требовала услуг авиации.
В 1961 году по инициативе Южно-Якутской экспедиции и 107-й Восточно-Сибирской экспедиции начато строительство грунтовой взлетно-посадочной полосы в поселке Чульман.
7 ноября 1962 года завершено строительство грунтовой взлетно-посадочной полосы аэропорта Чульман, начинается обслуживание геологов, строителей, изыскателей, перевозка пассажиров на ВС Ан-2, Як-12, Ми-1, Ми-4, Ли-2.
В 1976 году Хабаровским институтом «Дальаэропроект» по заданию Министерства ГА СССР выполнены работы по выбору площадки для строительства нового аэропорта для приема всех типов ВС.
В 1986 году был введён в эксплуатацию пусковой комплекс аэропорта (построена искусственная взлетно-посадочная полоса длиной 3610 м), места стоянок, рулежные дорожки, грузовой перрон, КДП, здания тех. бригад, основная аварийно-спасательная станция, центральный распределительный пункт, грузовой склад.
В 1987 году выполнен первый технический рейс на самолете Ан-12, и первый пассажирский рейс на Ту-154 Нерюнгри — Москва. Стали регулярно выполняться рейсы на Москву, Ростов-на-Дону, Новосибирск, Хабаровск, Якутск, Читу, Иркутск. 
В 1987 году аэропорт Чульман переименован в аэропорт Нерюнгри.
В 1996 году начаты регулярные пассажирские рейсы АК «Даймонд-Саха» на самолетах А-310.
С 1995 года совершает разовые рейсы самолет Ан-124 «РУСЛАН», доставляя крупногабаритные грузы для Холдинговой компании «Якутуголь».
С 2007 года авиакомпанией «Якутия» выполняются рейсы на Боинг-757-200.
В 2008 году выпущено распоряжение «Росавиации» МТ РФ о допуске аэропорта к полетам ВС А-320, Б-737-800, А-330, А-319.

## Технические данные

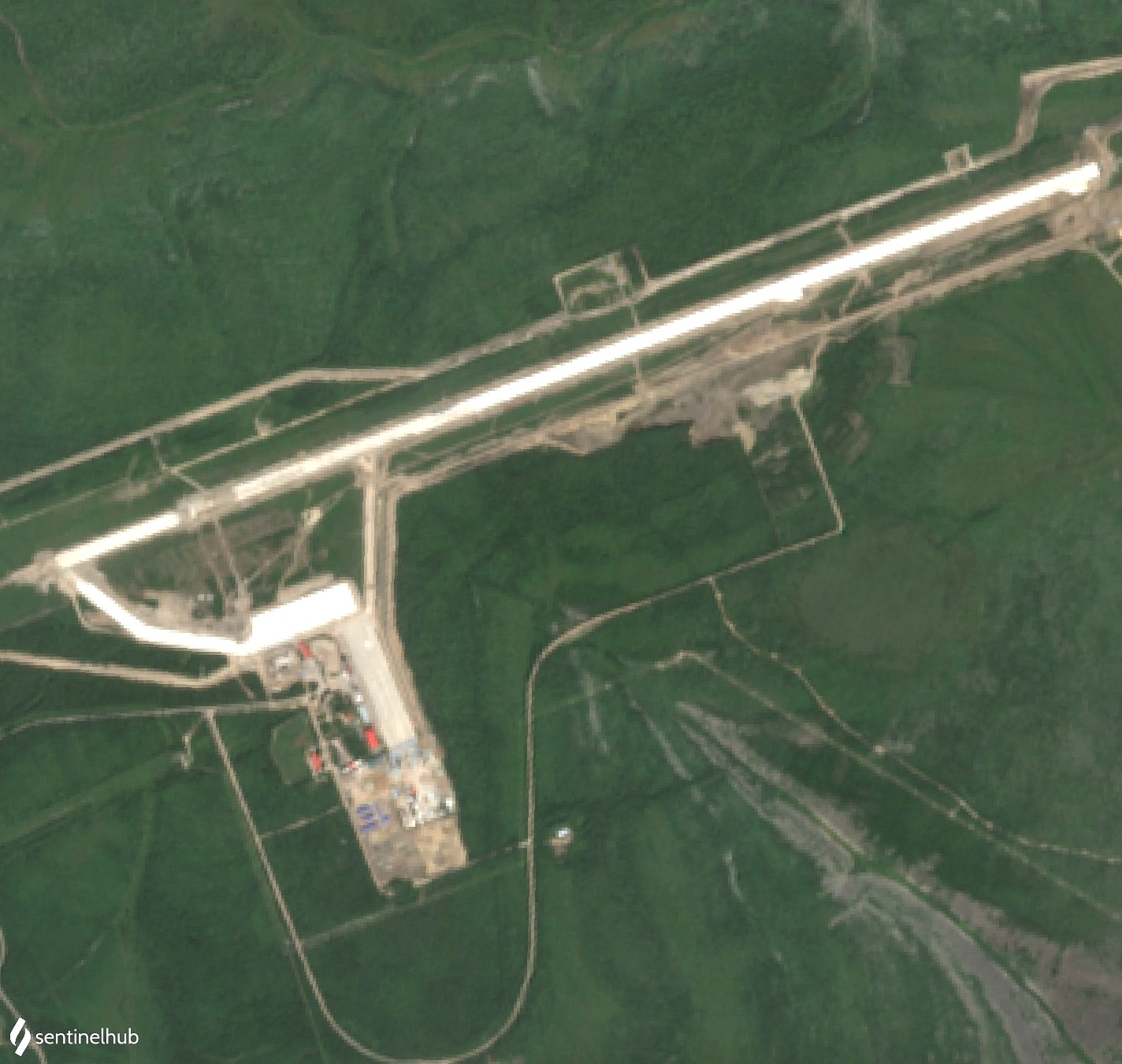
Космоснимок аэропорта Чульман (2021)

Аэродром: класс Б, ИВПП МК 83°–263° размерами 3600х45 м.
Радиотехническое оборудование: ОРЛ-А, ОРЛ-Т, СП-80, VOR/DME, ОПРС.
Светосигнальное оборудование: ОМИ «Курс-1».
Основные объекты: аэровокзал на 100 пассажиров; склад ГСМ объёмом 14035 м3.
Электроснабжение и теплоснабжение: от поселковых сетей.
Резерв электропитания: ДЭУ-3-100, АД-100-Т4002РГ – все объекты аэропорта.
Посадочные площадки в районе аэродрома: Собин, Устана, Тында, Чульман, Боток.

## Принимаемые типыВС[2]
Ан-12, Ан-24, Ан-124, Як-42, Ил-76, Ту-154, Airbus A310, Airbus A319, Airbus A320, Airbus A330,  Boeing 737, Boeing 757, Boeing 767, Bombardier CRJ, Bombardier Dash 8, Sukhoi Superjet 100 и др. типы ВС 3-4 класса, вертолёты всех типов. Классификационное число ВПП (PCN) 30/R/A/X/T.

## Показатели деятельности
| год             | 2014 | 2015 | 2016 | 2017 |
| тыс. пассажиров | 83,7 | 70,0 | 83,7 | 115  |
| Источники:      |      |      |      |      |